# Plaza Bou Jeloud
La Place Bou Jeloud (a veces escrita Boujloud o Bu Jeloud), también conocida como plaza Pacha el-Baghdadi, es una gran plaza pública en Fez, Marruecos, ubicada al oeste de la puerta Bab Bou Jeloud.

## Nombre
Bou Jeloud, el nombre histórico de la plaza, también está asociado con la antigua kasbah (ciudadela) en su lado sur y con la famosa puerta de la ciudad que se encuentra actualmente al este. Se dice que el nombre "Bou Jeloud" (o Bou Jloud ) es una corrupción vernácula de la expresión Abu al-Junud ("padre de las tropas"), que hace referencia a un patio de desfile militar.  
Hoy en día, la plaza también lleva el nombre de Pasha Si Mohammed Ben Bouchta El Baghdadi, el oficial que estuvo a cargo de Fez durante los primeros veinte años del protectorado francés, entre 1912 y su muerte en 1932.

## Antecedentes históricos
La plaza probablemente data del período almohade (principios del siglo xiii), cuando la mayoría de las fortificaciones circundantes fueron construidas por Muhámmad an-Násir. Originalmente se utilizaba para desfiles militares, pero también se utilizó como zona de acampada para caravanas y como lugar de paseo y entretenimiento en la noche. En el lado sur de la plaza se encontraba la Kasbah Bou Jeloud, antiguo recinto amurallado que estuvo ocupado por las autoridades y por el gobernador de Fez desde la época almohade hasta el siglo xx, hoy es un barrio común.
Durante mucho tiempo, el centro de la plaza estuvo ocupado por un gran edificio rectangular de la época meriní que servía como establos y que era conocido como Herri Bou Jloud. Las murallas de la ciudad en el lado occidental de la plaza, junto a la principal puerta occidental de la ciudad, Bab Mahrouk, también estaban bordeadas de pequeñas cámaras o refugios para los soldados que montaban guardia por la noche, mientras que las partes norte y este de la plaza también estaban ocupadas por estructuras diversas como almacenes y la tumba de un morabito.

## Descripción

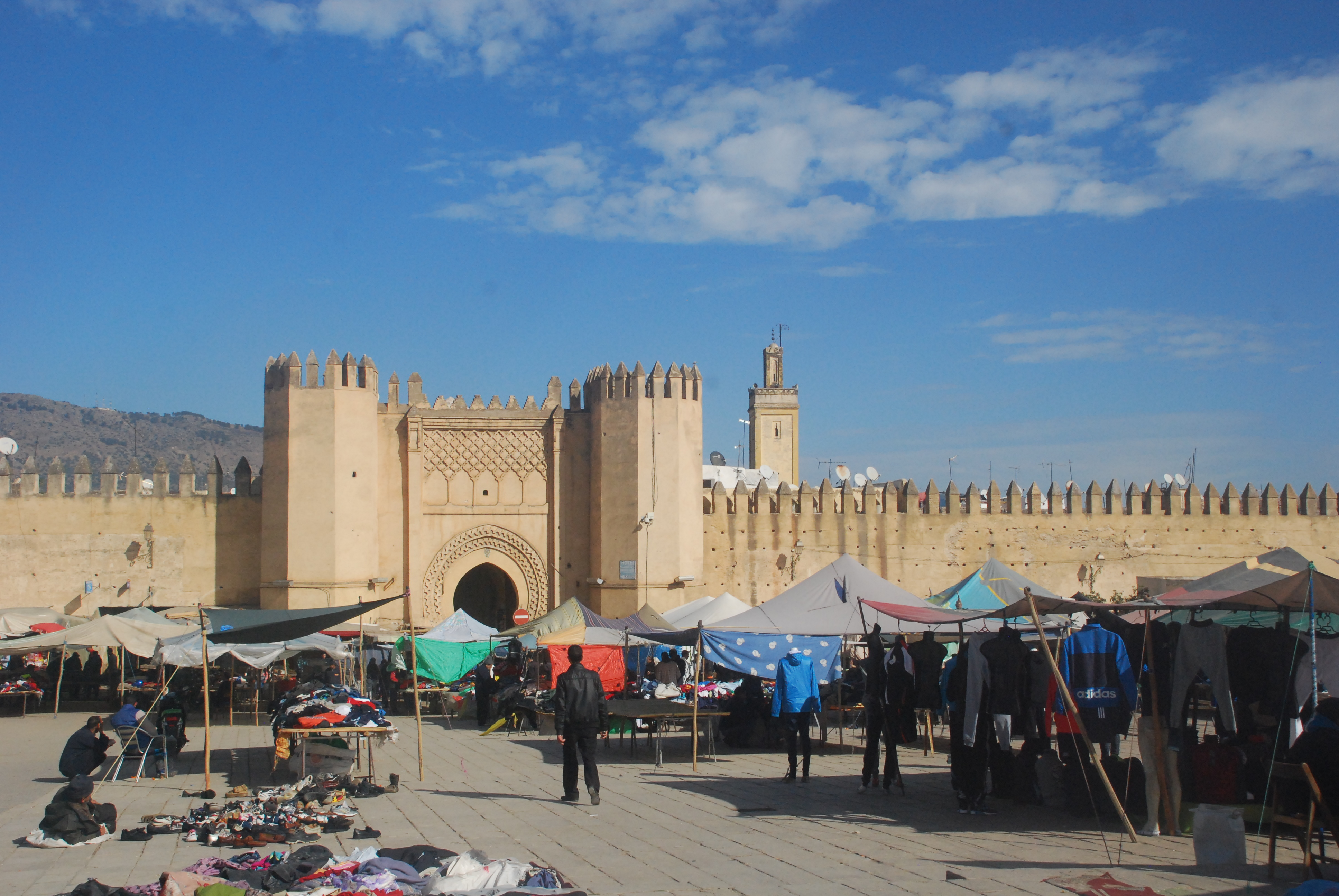
Bab Chorfa y el mercado en el lado norte de la plaza.

La plaza está delimitada por Bab Mahrouk y las murallas de la ciudad de Fes el Bali al oeste, por la Kasbah An-Nouar al norte (incluida la puerta Bab Chorfa) y por la antigua Kasbah Bou Jeloud al sur. Al sur se encuentra hoy también el Collège Moulay Idris, la primera escuela secundaria "moderna" de Marruecos, fundada en 1917. Cerca, al sureste, en el lugar de la antigua Kasbah Bou Jeloud, se encuentra también la mezquita Bou Jeloud, construida en época almohade.
Hoy en día la plaza todavía se utiliza para diversos eventos, como por ejemplo, una de las sedes del Festival de Fez de las Músicas Sacras del Mundo . La parte norte de la plaza, frente a la puerta de Bab Chorfa, es el sitio donde se encuentra desde hace mucho tiempo un mercado al aire libre donde dirigido a los residentes locales, en el que se venden productos de bajo costo. : 395 
A partir de 2022, la plaza fue objeto de una amplia renovación para la construcción de un nuevo estacionamiento a gran escala que dará servicio al casco antiguo de Fez.